# خيسوس رينالدو
خيسوس رينالدو (بالإسبانية: Jesús Reynaldo)‏ هو لاعب كرة قدم بوليفي في مركز الهجوم، ولد في 22 مايو 1954 في ترينيداد في بوليفيا.